# Akodon azarae
El ratolí de pasturatge pampeà o ratolí d'Azara (Akodon azarae) és una espècie de rosegador endèmica de Sud-amèrica. Es troba a l'Argentina, el Brasil, el Paraguai i l'Uruguai.
És hoste natural del virus Junín (transmet la febre hemorràgica argentina), juntament amb el ratolí Calomys musculinus. També porta l'Hantavirus Maciel.
Pesa en mitjana 19 g, variant estacionalment (el pes és màxim a la primavera, minvant en el ssiguientes mesos i es torna a incrementar a l'hivern). Mesura entre 7-15 cm, i la longitud de la cua entre 5-10 cm. Té potes curtes; pell suau, olivàcia bronzejada dorsalment, i un tint groc blanques en ventre; espatlles i nas marró vermellosos, i té un borrós anell en ulls. La femella té 8 mames. El mascle és molt polígam. El seu període reproductiu dura 8 mesos: de setembre a abril, i a l'hivern amb màxim aliment, es recupera de la criança. Gesta 22,7 dies, pari dues vegades a l'any; 3,5 de ventrada amb un pes de 2,2 g. Assoleixen la maduresa sexual als 2 mesos, i viuen 10-12 mesos.